# Reformierte Kirche Tschiertschen

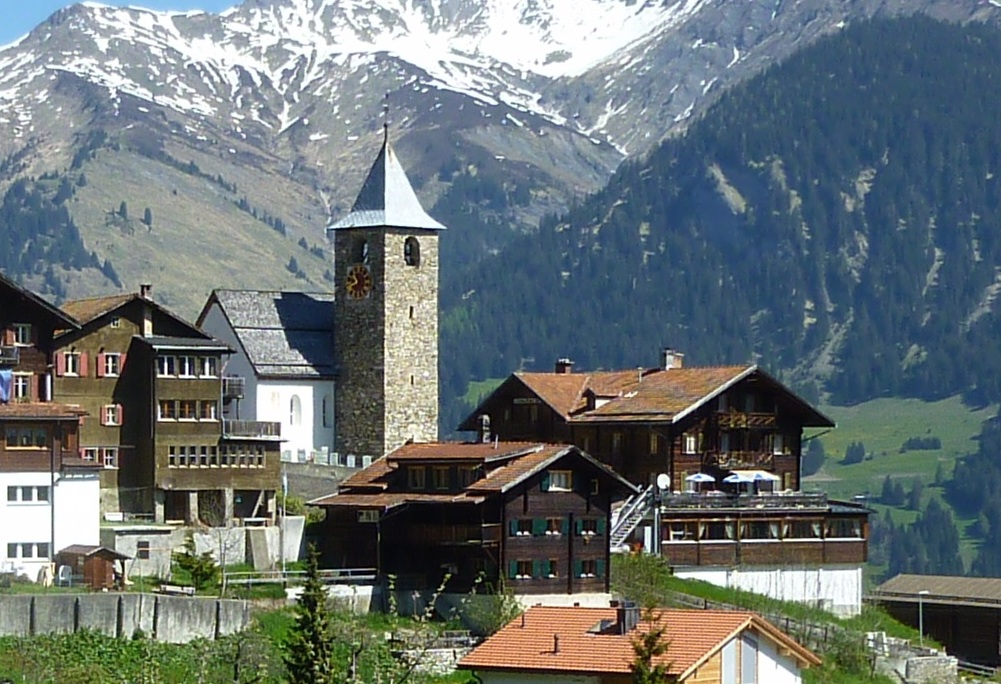
Ansicht von Süden

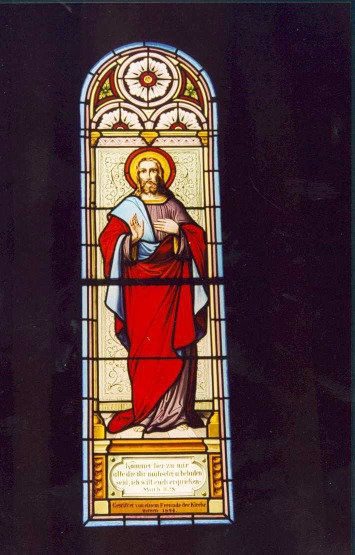
Jesus im Kirchenfenster

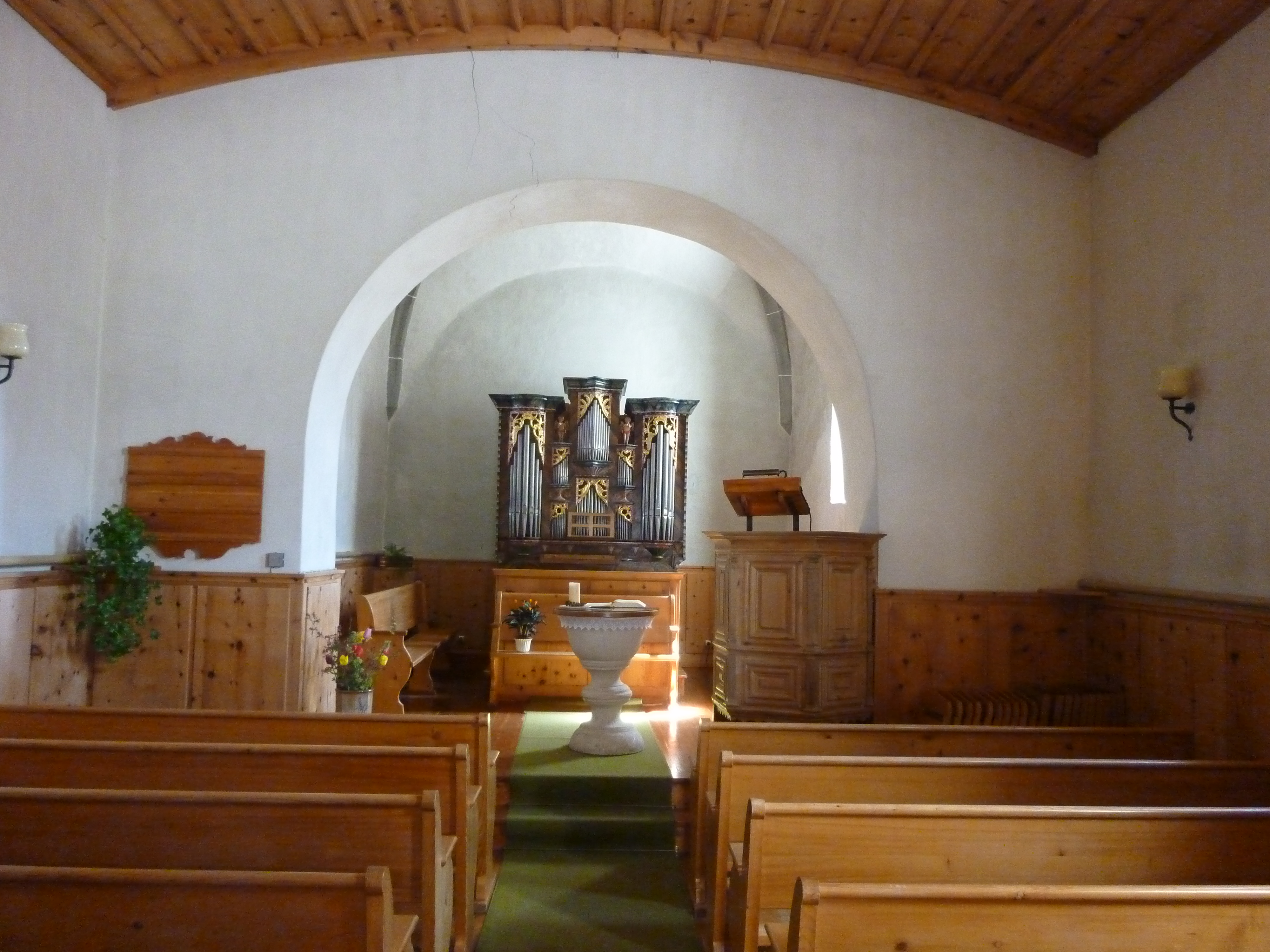
Innenansicht

Die Reformierte Kirche in Tschiertschen bei Chur im Kanton Graubünden ist ein denkmalgeschütztes evangelisch-reformiertes Gotteshaus. 

## Geschichte
Die Mutterkirche der linken Talseite des Schanfiggs und damit auch Tschiertschens war die Georgskirche in Castiel. 1405 erhielt Tschiertschen eine eigene Kapelle unter dem Patrozinium von Jakobus und Christophorus. Die Bausubstanz des damaligen Kirchleins ist noch im heutigen Mauerwerk zu finden. 
1438 wurde mit der Nachbargemeinde Praden ein Vertrag geschlossen, der den Pradnern Friedhofsrechte in Tschiertschen einräumte und sie zugleich zu finanzieller Beteiligung an Renovierungen der gemeinsamen Kirche verpflichtete. Der genaue Verteilschlüssel der Lasten wurde zu einem dauerhaften Zankapfel beider Dörfer.
1472 erging von beiden Dörfern ein Gesuch an den Churer Bischof um Gewährung eines Kaplans und eigener Pfarreirechte. Dem Gesuch wurde im Grundsatz entsprochen, doch jahrzehntelang blieben Tschiertschen und Praden dennoch ohne Geistlichen und ohne formelle Erhebung zu einer eigenen Pfarrei.
Die Annahme der Reformation erfolgte noch vor 1550. Der Überlieferung zufolge wurde der Konfessionswechsel, obschon bereits beschlossen, erst nach dem Tode des alten beliebten Priesters vollzogen. Der Verkaufserlös des nun obsoleten Altars und der Heiligenbilder- und statuen ging vollumfänglich und wohl auch vertragswiderrechtlich an Tschiertschen und war massgeblicher Grund für die Abspaltung Pradens als eigene Kirchgemeinde zu dieser Zeit.

## Orgel
Im Chor der Kirche steht eine Orgel, erbaut 1820 von Heinrich Ammann aus Wildhaus. Sie verfügt heute über sieben Manual- und ein Pedal-Register.

## Kirchliche Organisation
Heute ist Tschiertschen mit Praden und Passugg-Araschgen zur Kirchgemeinde Steinbach innerhalb der evangelisch-reformierten Landeskirche Graubünden fusioniert und steht zudem mit Maladers in Pastorationsgemeinschaft.

## Trivia
Die Kirche ist Etappenort des Jakobswegs Graubünden.